# 폰테부자네세
폰테부자네세(Ponte Buggianese)는 이탈리아 토스카나주 피스토이아도에 위치한 코무네이며, 피렌체로부터 서쪽으로 약 45 킬로미터 (28 마일), 피스토이아로부터 남서쪽으로 약 20 킬로미터 (12 마일) 거리에 위치해 있다. 2004년 12월 31일 기준으로 인구는 7,618명이며 면적은 29 제곱 킬로미터 (11 제곱 마일)이다.
폰테 부지아네제와 경계하고 있는 코무네로는 부지아노, 키에지나 우짜네제, 푸체치오, 라르시아노, 몬테카티니테르메, 몬숨마노테르메, 피에베 아 니에볼레, 우짜노가 있다.